# Gheorghe Spacu
Gheorghe Spacu (n. 5 decembrie 1883, Iași – d. 23 iulie 1955, București) a fost un chimist român, membru titular al Academiei Române din 1936.
În 1906 s-a licențiat la facultatea de Științe a Universității din Iași. După specializări la Viena și Berlin, Spacu revine în țară, desfășurând ulterior o prodigioasă carieră didactică la Universitățile din Iași, Cluj și București.
În anul 1916 obținea titlul de doctor în chimie cu mențiunea "cu distincție" pentru lucrarea "Combinații complexe de fier-Feramine".
A fost membru titular al Academiei de Științe din România începând cu 21 decembrie 1935 .

## Contribuții științifice
A fost profesor la Universitatea din Cluj (1919–1940) la Catedra de Chimie Anorganică și Analitică și apoi la Universitatea din București (1940–1955) la Catedra de Chimie Anorganică, unde a pus bazele unor laboratoare destinate studiului combinațiilor complexe. Prin cercetările desfășurate în perioada 1907–1955, profesorul Gheorghe Spacu și colaboratorii săi au sintetizat aproximativ 1000 de combinații complexe noi. Profesorul Gheorghe Spacu este considerat creatorul școlii românești de chimie coordinativă.
Gheorghe Spacu a făcut cercetări fundamentale în domeniul combinațiilor complexe, a stabilit structura unor combinații anorganice din grupa sărurilor duble, a sintetizat noi clase de combinații complexe, a elaborat metode analitice pentru determinarea cuprului, zincului, mercurului, nichelului, cobaltului, bismutului, argintului, etc.

## Distincții
- Medalia „A cincea aniversare a Republicii Populare Române” (24 decembrie 1952) „pentru lupta și munca duse în vederea făuririi, consolidării și prosperării Republicii Populare Române”[6]